# Révolution sociale
Pour les articles homonymes, voir Révolution (homonymie).
Pour le journal, voir La Révolution sociale.
Une révolution sociale désigne une rupture du système réalisée directement par la société. C'est une transformation radicale globale de l'ensemble des relations sociales quotidiennes et des interactions d'un groupe humain au sein d'un espace donné.
Plus généralement, le concept de révolution sociale est parfois utilisé pour désigner des changements majeurs dans une société, comme la Révolution française, le Mouvement des droits civiques américains, la contre-culture des années 1960 ou le mouvement féministe.

## Définitions
A contrario du mythe du Grand Soir ou de la révolution politique, c'est un processus « ascendant » - par opposition à ceux dirigés du haut vers le bas par des avant-gardes politiques - dans le but de réorganiser l'ensemble de la société. La « révolution sociale » c'est « la capacité collective des gens à transformer radicalement leurs conditions d'existence ».
Ainsi, une révolution sociale n'est pas centrée sur la prise du pouvoir politique (il ne s'agit pas de remplacer un pouvoir politique par un autre), mais sur la réappropriation du pouvoir de chacun des membres de la société, un « processus d'égalisation radicale des conditions et de lutte contre toutes les formes de domination ».
Un des exemples les plus anciens de révolution sociale (quoiqu'écrasée par les princes du Saint-Empire) est la guerre des Paysans allemands, qui se déroula entre 1524 et 1526. Ses actions et revendications ont beaucoup de traits communs avec la Révolution française, plus de deux siècles et demi avant celle-ci. Le manifeste des "douze articles" de Memmingen (1525) est le plus éloquent sur les objectifs des insurgés. L'historien allemand Peter Blickle a conceptualisé ce mouvement sous la formule "Révolution de l'homme du commun".
L'exemple le plus souvent cité est celui de la révolution russe de 1917 et du processus de transformation sociale très profond lié à l'expérience de démocratie directe autogestionnaire des Soviets (1905-1917), pratique sociale à l'opposé de la prise militaire de l'appareil d'État par les bolcheviques lors de la « révolution d'Octobre ».
Il s'agit d'un changement profond qui dépasse le cadre politique ou économique mais pénètre toutes les dimensions de la vie quotidienne et sociale.
La Révolution mexicaine (1910-1917) est souvent présentée comme un exemple de révolution sociale, ainsi que la Révolution sociale espagnole de 1936 qui accompagne les premiers mois de la guerre d'Espagne. 
Dans son ouvrage, Hommage à la Catalogne, George Orwell rend compte de la profondeur de ces changements au travers d'une anecdote : « Les serveurs et les clients te regardaient en face et te traitaient comme un égal. Les formes de discours serviles et même cérémoniales avaient temporairement disparu. Personne ne disait « monsieur » ni même « vous » ; tout le monde appelait tout le monde « camarade » et « tu », disait « salut » au lieu de « bonjour ». Les pourboires étaient interdits par la loi, ma première expérience fut d'avoir été sermonné par un responsable de l'hôtel pour avoir essayé de donner un pourboire à un employé. »

## Éléments historiques

### La Commune de Paris (1871)

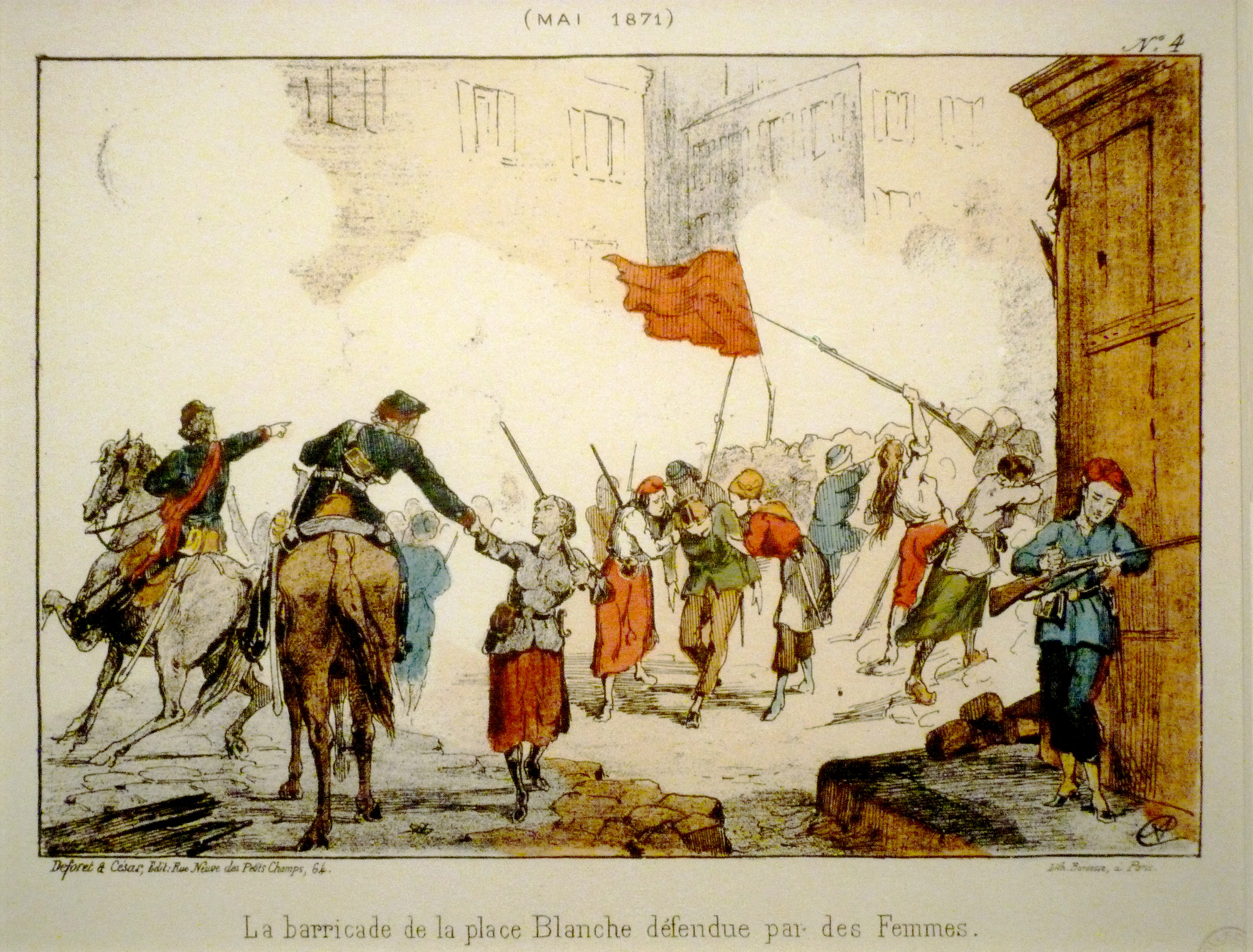
La barricade de la place Blanche défendue par des femmes, lithographie d'Hector Moloch.

La Commune de Paris est une révolte patriotique et révolutionnaire contre le Second Empire à la suite de la défaite de la guerre franco-prussienne de 1870 et à la capitulation de Paris. Elle dure un peu plus de deux mois, du 18 mars 1871 à la « Semaine sanglante » du 21 au 28 mai 1871.
Mikhaïl Bakounine voit dans cette révolte spontanée qui établit une commune libre cherchant à promouvoir le fédéralisme et prônant des rapports contractuels « la première manifestation éclatante et pratique » de l'anarchisme. Pour les anarchistes, l'échec de la Commune contient de riches et précieux enseignements. La Commune, maintiennent-ils n'a pas été assez loin dans la décentralisation ; elle n'a pas mené à terme le processus de destruction de l'État en son sein ; elle n'a pas poussé jusqu'à l'autogestion les reformes entreprises sur le plan économique ; elle n'a pas achevé son mouvement vers une authentique et complète démocratie participative ; enfin, elle n'a pas complété ses révolutions politiques et économiques par une révolution sociale.
Kropotkine écrira en ce sens que les communards ont essayé de consolider la Commune d'abord, en remettant à plus tard la révolution sociale, « tandis que l'unique moyen de procéder était de consolider la Commune par la révolution sociale ».

### La Révolution espagnole (1936)

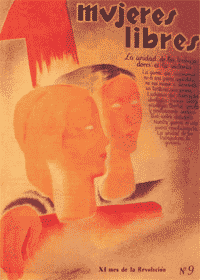
Mujeres Libres, 1938.

La révolution sociale espagnole de 1936 (revolución social española de 1936), couramment désignée sous le nom de révolution espagnole (revolución española), englobe tous les événements de type révolutionnaire déclenchés en Espagne, durant la guerre civile, en réponse à la tentative de coup d'État militaire les 17 et 18 juillet 1936. 
Les principaux représentants de ces mouvements étaient la Confédération nationale du travail (CNT), la Fédération anarchiste ibérique (FAI), le Parti ouvrier d'unification marxiste (POUM), ainsi que les ailes radicales du Parti socialiste ouvrier espagnol (PSOE) et de l'Union générale des travailleurs (UGT). Les bases idéologiques de cette révolution se rattachent à l'anarcho-syndicalisme et au communisme libertaire, extrêmement puissant en Espagne dans les années 1930, mais aussi en partie au marxisme révolutionnaire.
Les idées reposaient en grande partie sur : une très forte décentralisation, appelée « cantonalisme » en Espagne, dans le domaine administratif ; la collectivisation et l'autogestion dans le domaine économique ; le libéralisme dans les domaines moraux et sociaux ; un anticléricalisme virulent dans le domaine religieux ; le rationalisme dans le domaine éducatif.